# ウィレム・ヘンドリック・デ・フリース

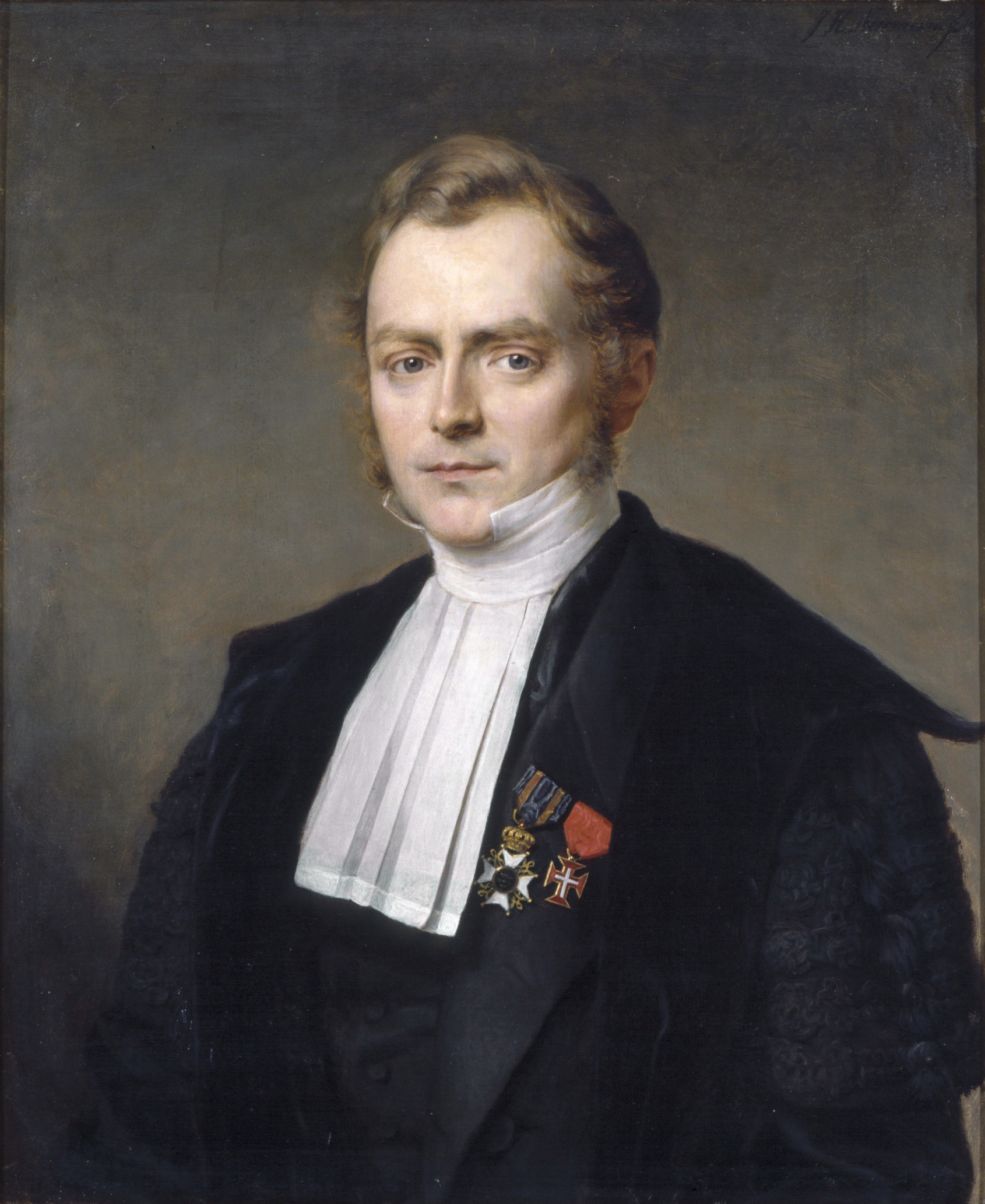
Willem Hendrik de Vriese
(画 Jan Hendrik Neuman)

ウィレム・ヘンドリック・デ・フリース（Willem Hendrik de Vriese、1806年8月11日 – 1862年1月23日）は、オランダの植物学者、医師である。

## 略歴
北ブラバント州のオーステルハウトで生まれた。ライデン大学で医学を学んだ。1831年に学位を得て、ロッテルダムで医師を開業する一方、医学校で植物学を教えた。1834年にAthenaeum Illustré（後のアムステルダム大学）の准教授に任じられ、1841年に正教授になった。1845年にライデン大学の植物学教授となり、カスパー・カール・ゲオルク・ラインヴァルトの後を継いで、ライデン薬草園の園長となった。1838年からオランダ科学アカデミーの会員である。
1857年10月に彼はオランダ領東インドの植物調査を任され、翌年ジャワ島、ボルネオ島、スマトラ島、モルッカ諸島での研究を行ったが、体調をくずし、1861年に帰国し、数ヵ月後ライデンで没した。
著書には、銀行家のアドリアーン・ファン・デル・ホープ（Adriaan van der Hoop）が収集した珍しい植物コレクションの目録、Hortus Spaarne-Bergensis" (1839)の巻頭部や、ラインヴァルトの没後にラインヴァルトの遺稿を編集し、1856年に"Plantae Indiae Batavae Orientalis: quas, in itinere per insulas Archipelagi Indici Javam, Amboinam, Celebem, Ternatam, aliasque, annis 1815-1821 exploravit Casp. Georg. Carol. Reinwardt" として出版した).。キナなどに関する著作や、ラフレシア属や、ペーター・ハルティンクと共著でリュウビンタイ科のモノグラフを執筆した。
パイナップル科のフリーセア属 Vriesea Lindl.はデ・フリースに因んで命名された。